# Grosse Bertha
Pour les articles homonymes, voir Grosse Bertha (homonymie).
La Grosse Bertha (en allemand : Dicke Bertha) est une très grosse pièce d'artillerie de siège utilisée par l'armée allemande lors de la Première Guerre mondiale. Il s'agissait d'un obusier de 420 mm de diamètre et de 16 calibres de long. Deux modèles furent construits : d'abord le 42-cm Kurze Marine-Kanone 12 (Gamma-Mörser) à partir de 1912, puis le 42-cm Kurze Marine-Kanone 14 (M-Gerät) à partir de 1914.
En France, on a souvent désigné sous ce nom le mystérieux canon utilisé pour le bombardement de Paris en 1918 (Pariser Kanonen), mais il s'agit en fait d'un modèle bien différent (Ferngeschütz ou Kaiser-Wilhelm-Geschütz).

## Historique
En 1908, le Grand État-Major général allemand chargea l'usine d'armements de Bertha Krupp von Bohlen und Halbach, située à Essen, d'élaborer une pièce d'artillerie capable de percer trois mètres de béton armé et de briser les tourelles en acier au nickel des fortifications françaises.
On confia la conception de l'arme au professeur Rausenberger et les calculs au capitaine Becker. Après avoir testé une grande variété d'obus, le meilleur compromis entre les performances balistiques et les capacités de pénétration fut obtenu avec un obus de 1 150 kg chargé de 144 kg d'explosifs. Toutefois, le canon correspondant – appelé Gamma-Gerät (appareil gamma) – ne pouvait être transporté que par voie ferrée, ce qui limitait son champ de manœuvre.
À partir du Gamma-Gerät, très coûteux (un million de marks de l'époque, et 3 000 marks par coup tiré), fut donc développé un obusier plus léger (de 42 tonnes) et plus mobile, le type M. Conformément à la tradition des usines Krupp, qui voulait que les machines fussent baptisées du nom d'un membre de la famille, le M 42 fut renommé Dicke Bertha (Grosse Bertha), en l'honneur de Bertha Krupp, la fille unique et héritière de Friedrich Alfred Krupp. Les artilleurs surnommèrent ce mortier Fleissige Bertha (Bertha la travailleuse).
En août 1914, une seule batterie de deux pièces « M » était prête (batterie no 3 Erdmann), mais dix autres mortiers ont été fabriqués par la suite.

## Utilisation
La Grosse Bertha (type M, soit la version légère) entra en service le 12 août 1914 face au fort de Pontisse, lors du siège de Liège. Le 15 août, le fort de Loncin fut bombardé par les Grosses Bertha, qui provoquèrent l'explosion des douze tonnes de poudre du magasin à poudre du fort. Du 8 au 16 août les douze forts ceinturant la ville donnèrent leur reddition, bien que seuls trois d'entre eux (Pontisse, Fléron et Loncin) eussent été bombardés par les Grosses Bertha. Les « Bertha » (type M et gamma) dévastèrent les forteresses de Namur, Maubeuge et Anvers, ainsi que les défenses russes du Danube. En Lorraine, le fort d'arrêt de Manonviller, construit en béton spécial et le plus puissant fort de la ligne Séré de Rivières, fut dévasté par 59 tirs de la batterie Gamma-Gerät du major Solf le 27 août 1914.
Cependant, devant Verdun, notamment face au fort de Moulainville, les Bertha montrèrent leurs limites. Les forts de Verdun, modernisés peu avant la guerre, résistèrent aux Grosses Bertha non pas parce qu'ils étaient plus solides, mais par le fait que les défenseurs s'installèrent dans un réseau de galeries profondes équipées de courant électrique, réseau téléphonique, casernes, PC, infirmerie, etc. De ce réseau remontaient plusieurs galeries donnant accès aux postes de combat (tourelles, casemates, coffres, caponnières, etc.). Vingt ans plus tard, ce système sera optimisé en créant la ligne Maginot.
Si les dégâts causés aux forts impressionnèrent les Alliés, la célébrité de la Grosse Bertha est venue de la confusion avec les canons longs qui bombardèrent Paris en 1918. Il ne s'agissait pas de Bertha mais de Ferngeschütz, également appelés Pariser Kanonen. Rausenberger avait adapté des tubes de gros calibre destinés au croiseur Ersatz Freya, dont la construction avait été suspendue.
À la fin de la Première Guerre mondiale, les Grosses Bertha furent détruites pour ne pas tomber entre les mains des Alliés. Seul le canon affecté au champ de tir de Meppen fut conservé. Rebaptisé par la suite Große Gilda (Grande Gilda), il reprit du service lors de la Seconde Guerre mondiale. Il fut utilisé en mai 1940 contre certains forts belges et contre l'ouvrage de Schœnenbourg, sans grands résultats car les ouvrages de la ligne Maginot étaient conçus pour y résister. Il fut de nouveau utilisé en 1942, lors du siège de Sébastopol et, deux ans plus tard, lors de l'insurrection de Varsovie. Cependant à cette époque, l'Allemagne avait développé d'autres canons encore plus puissants, les Karl et Gustav.

## Galerie

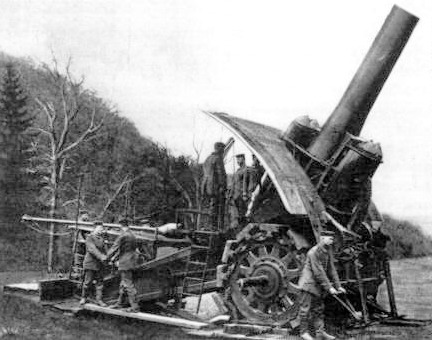
Photographie de propagande d'un prototype de Dicke Bertha.
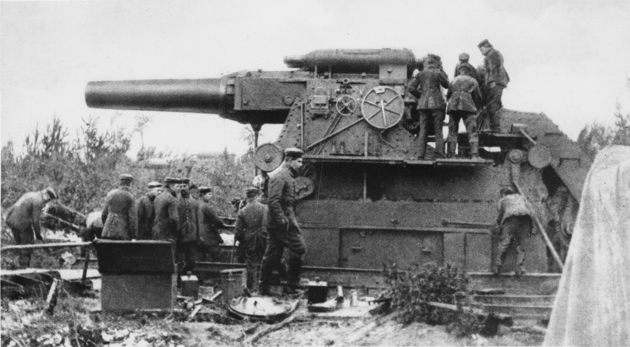
Obusier de 420 mm type « Gamma » en batterie.
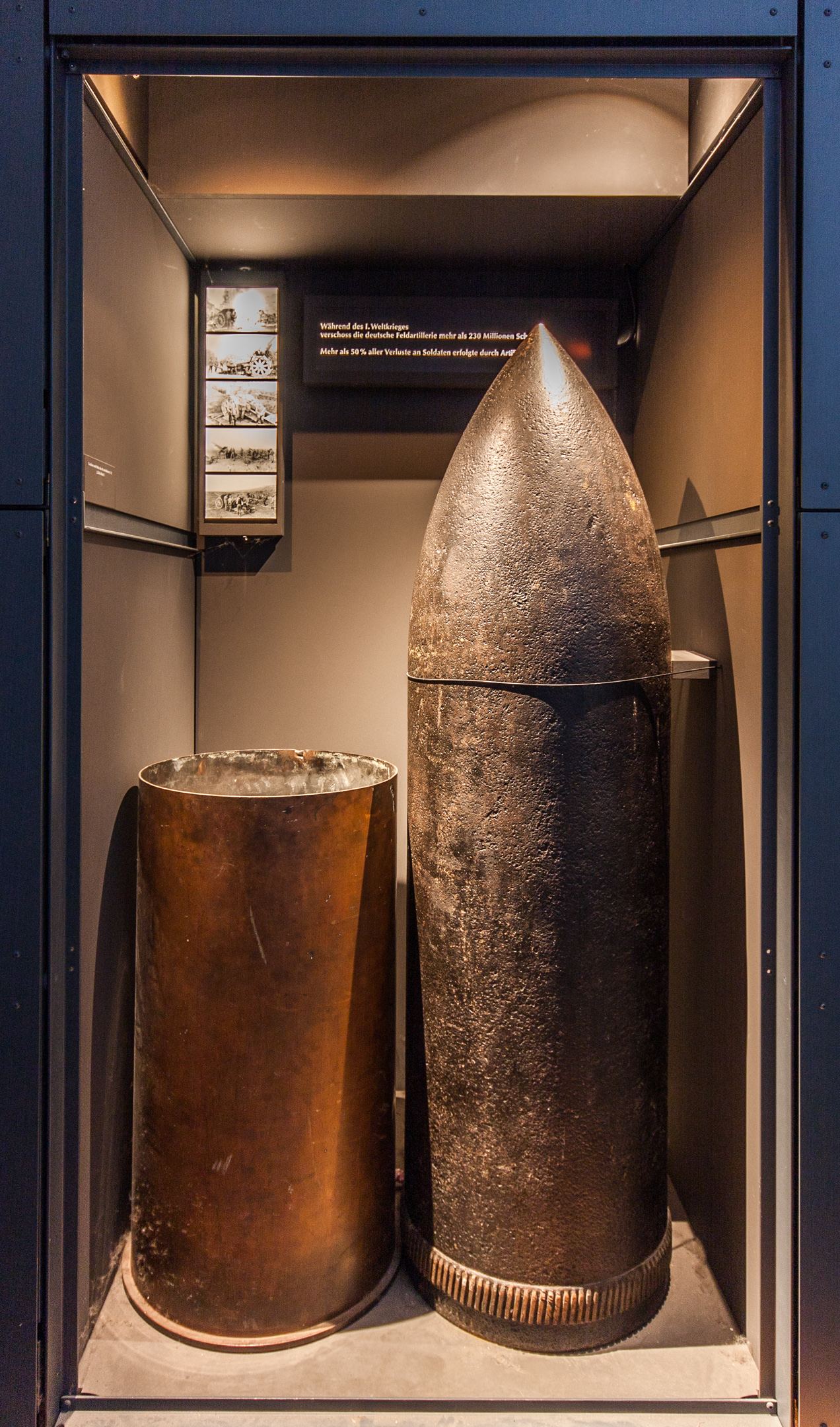
Un obus et une douille de la Grosse Bertha, exposés au Musée d'histoire de l'armement de Rastatt.